# Municipio de Cutler
El municipio de Cutler (en inglés: Cutler Township) es un municipio ubicado en el condado de Franklin en el estado estadounidense de Kansas. En el año 2010 tenía una población de 798 habitantes y una densidad poblacional de 7,14 personas por km².

## Geografía
El municipio de Cutler se encuentra ubicado en las coordenadas 38°31′23″N 95°7′22″O / 38.52306, -95.12278. Según la Oficina del Censo de los Estados Unidos, el municipio tiene una superficie total de 111.78 km², de la cual 110,53 km² corresponden a tierra firme y (1,12 %) 1,25 km² es agua.

## Demografía
Según el censo de 2010, había 798 personas residiendo en el municipio de Cutler. La densidad de población era de 7,14 hab./km². De los 798 habitantes, el municipio de Cutler estaba compuesto por el 97,12 % blancos, el 0,38 % eran afroamericanos, el 0,88 % eran de otras razas y el 1,63 % eran de una mezcla de razas. Del total de la población el 2,38 % eran hispanos o latinos de cualquier raza.